# Jukola
 (mai 2016).
Si vous disposez d'ouvrages ou d'articles de référence ou si vous connaissez des sites web de qualité traitant du thème abordé ici, merci de compléter l'article en donnant les références utiles à sa vérifiabilité et en les liant à la section « Notes et références ».

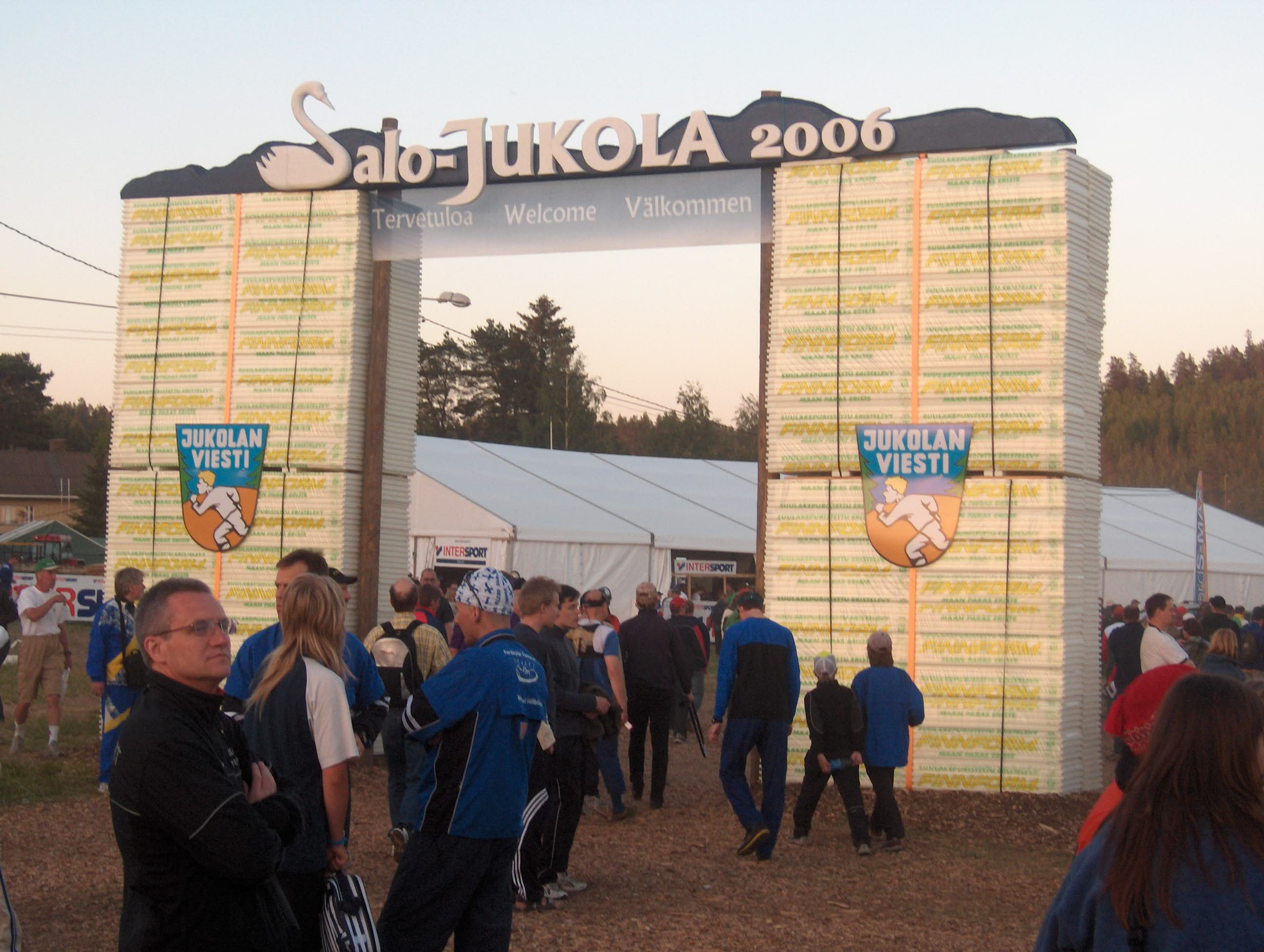
La porte de la Salo-Jukola de 2006.

Le relais de la Jukola (en finnois Jukolan viesti) est un des deux plus grands relais de course d'orientation au monde. Il a lieu chaque année en Finlande depuis 1949.

## Origine
La concept de la Jukola est inspiré du roman Les Sept Frères (en finnois Seitsemän veljestä) de l'auteur finlandais Aleksis Kivi, où il s'agit d'un nom de famille. La course en tire, outre son nom, le nombre de coureurs par équipe (sept).
La première édition de la Jukola se déroule dans les environs de Helsinki en 1949. Les femmes n'ont alors pas encore la possibilité de concourir.
L'équipe fondatrice de la Jukola est l'association Kaukametsäläiset, par ailleurs toujours équipe directrice de l'événement.

## Concept
Le relais de la Jukola se court par équipes masculines de sept personnes. Les distances varient de 7 à 15 km et sont courues en partie de nuit. Le départ étant donné à 23 h, les relais 1 à 3, selon l'emplacement géographique et les conditions météorologiques, se disputent à l'aide de lampes frontales. Les premières équipes effectuent généralement la totalité du relais en 8 h, contre 24 h pour les dernières. 
1 151 équipes prirent part au relais en 2007. Toute équipe souhaitant participer à la Jukola en a la possibilité, qu'elle provienne d'un club de course d'orientation ou non. C'est ainsi que près de 20 % des équipes sont issues d'entreprises, de groupes d'amis ou d'associations. 
À eux deux, la Jukola et la Venla (voir ci-dessous), réunissent près de 11 000 orienteurs, ce qui en fait une des plus grandes compétitions de course d'orientation au monde. La proportion de coureurs étrangers, en provenance chaque année d'une vingtaine de pays différents, avoisine les 20 %. 
La préparation pour la Jukola tient un rôle prépondérant dans le calendrier de tout club de course d'orientation finlandais. Les premières équipes des clubs sont souvent formées des mois auparavant. De par sa popularité, la victoire de ce relais assure au club couronné une médiatisation et une réputation mondiale.

## Organisation
La Jukola est organisée annuellement lors du troisième week-end de juin ; son emplacement est différent d'une année à l'autre. Trois ans avant l'événement, les clubs organisateurs (de un à trois, généralement) sont sélectionnés au vu de leur dossier de candidature. L'organisation de cette compétition requiert plusieurs emplois à temps partiels ainsi qu'un grand nombre de bénévoles, nombre qui peut approcher les 1 500 le jour de la course.
Un « village » de la Jukola est bâti chaque année dans le centre de compétition, comprenant écrans géants, camping, installations de départ et d'arrivée, sauna, restaurants, magasins, installations pour les médias et les invités, sanitaires, douches, approvisionnement en eau et récupération des eaux usées… 
Les résultats ainsi que des reflets filmés du relais sont retransmis en direct sur internet et sur les écrans géants. Par ailleurs, les coureurs des quinze meilleures équipes de la Jukola et de la Venla sont équipés d'émetteurs GPS qui permettent aux spectateurs de suivre directement leurs cheminements.

## Venla
La Venla est l'équivalent de la Jukola pour les femmes. Ce relais est organisé au même endroit et simultanément à la Jukola. Ses caractéristiques sont les suivantes : 
1. Le relais se court par équipes de quatre relayeuses ;
2. Il se dispute dans l'après-midi précédant la Jukola : le départ est donné vers 15 h et toutes les distances sont courues de jour ;
3. Les distances oscillent entre 5 et 8 km et les premières équipes terminent le relais en à peu près 3 h.

La première édition de la Venla eut lieu en 1951 et consistait en une course individuelle avec départ en masse. Ce n'est qu'en 1978 qu'elle fut transformée en relais.

## Jukola des jeunes
Le relais de la Jukola des jeunes (en finnois Nuorten Jukolan viesti) a été introduit en 1986. Organisé en août, de manière séparée de la Jukola des adultes, il est ouvert aux jeunes de 11 à 18 ans et se présente sous la forme d'un relais de sept personnes également. Les équipes sont mixtes et les distances varient entre 2 et 7 km.

## Emplacements et vainqueurs

### Emplacements de la Jukola
| Année | Nom                 | Localité              | Terrain                                                              |
| ----- | ------------------- | --------------------- | -------------------------------------------------------------------- |
| 1949  |                     | Région de Helsinki    |                                                                      |
| 1950  |                     | Nurmijärvi-Vantaa     | Palojoki-Seutula-Keimola-Lahnus-Etelälahti-Lahnus-Keimola-Myllykoski |
| 1951  |                     | Hollola               | Hollolan lentokenttä                                                 |
| 1952  |                     | Hämeenlinna           | Miemala                                                              |
| 1953  |                     | Valkeala              | Savero                                                               |
| 1954  |                     | Lahti                 | Arkiomaa                                                             |
| 1955  |                     | Kangasala             | Säynäjärvi                                                           |
| 1956  |                     | Riihimäki             | Paalijärvi                                                           |
| 1957  |                     | Virolahti             | Ravijoki                                                             |
| 1958  |                     | Karkkila              | Vuotinainen                                                          |
| 1959  |                     | Vammala               | Vaununperä                                                           |
| 1960  |                     | Kouvola               | Valkeala                                                             |
| 1961  |                     | Tammela               | Valkeaviita                                                          |
| 1962  |                     | Orimattila            | Luhtikylä                                                            |
| 1963  |                     | Kiikala               | Johannislund                                                         |
| 1964  |                     | Joutseno              | Vesikkola                                                            |
| 1965  |                     | Petäjävesi            | Kintaus                                                              |
| 1966  |                     | Padasjoki             | Tarusjärvi                                                           |
| 1967  |                     | Halikko               | Hajala                                                               |
| 1968  |                     | Mäntsälä              | Kaukalampi                                                           |
| 1969  |                     | Vammala               | Roismala                                                             |
| 1970  |                     | Riihimäki             | Paarijoki                                                            |
| 1971  |                     | Vehkalahti            | Pyhältö                                                              |
| 1972  |                     | Paimio                | Motelli                                                              |
| 1973  |                     | Hämeenlinna           | Miemala                                                              |
| 1974  |                     | Puumala               | Pistohiekka                                                          |
| 1975  |                     | Kankaanpää            | Niinisalo                                                            |
| 1976  |                     | Ekenäs                | Spjutsböle                                                           |
| 1977  |                     | Ruokolahti            | Virmutjoki                                                           |
| 1978  |                     | Kuorevesi             | Halli                                                                |
| 1979  |                     | Lapua                 | Simpsiönvuori                                                        |
| 1980  |                     | Rovaniemi             | Ounasvaara                                                           |
| 1981  |                     | Hyvinkää              | Kytäjä                                                               |
| 1982  |                     | Liperi                | Pärnävaara                                                           |
| 1983  |                     | Valkeala              | Selänpää                                                             |
| 1984  |                     | Heinolan maalaiskunta | Vierumäki                                                            |
| 1985  | Laitilan-Jukola     | Laitila               | Tulejärvi                                                            |
| 1986  | Kaanaan-Jukola      | Teisko                | Kaanaa                                                               |
| 1987  | Hollolan-Jukola     | Hollola               | Hollolan lentokenttä                                                 |
| 1988  | Isosyöte-Jukola     | Pudasjärvi            | Iso-Syöte                                                            |
| 1989  | Raja-Jukola         | Joutseno              | Myllymäki                                                            |
| 1990  | Juvan-Jukola        | Juva                  | Koikkala                                                             |
| 1991  | Kraateri-Jukola     | Vimpeli               | Lakeaharju                                                           |
| 1992  | Vehka-Jukola        | Virolahti             | Ravijoki                                                             |
| 1993  | Paimion-Jukola      | Paimio                | Vista                                                                |
| 1994  | Pyhä-Luosto-Jukola  | Pelkosenniemi         | Luosto- ja Pyhätunturi                                               |
| 1995  | Kerava-Sipoo-Jukola | Sipoo                 | Kirkonkylä                                                           |
| 1996  | Mehtä-Jukola        | Rautavaara            | Harsukangas                                                          |
| 1997  | Jyväs-Jukola        | Jyväskylä             | Killerjärvi                                                          |
| 1998  | Juhla-Jukola        | Siuntio               | Svartbäck                                                            |
| 1999  | Hiisi-Jukola        | Eurajoki              | Rikantila                                                            |
| 2000  | Jukola-2000         | Liperi                | Pärnävaara                                                           |
| 2001  | Nikkari-Jukola      | Jurva                 | Tainuskylä                                                           |
| 2002  | Asikkala-Jukola     | Asikkala              | Vesivehmaa                                                           |
| 2003  | Jukola 2003         | Sulkava               | Sulkava kk                                                           |
| 2004  | Jämi-Jukola         | Jämijärvi             | Jämi                                                                 |
| 2005  | Sippu-Jukola        | Anjalankoski          | Sippola                                                              |
| 2006  | Salo-Jukola         | Salo                  | Karjaskylä                                                           |
| 2007  | Virkiä-Jukola       | Lapua                 | Simpsiövuori                                                         |
| 2008  | Tampere-Jukola      | Tampere               | Teisko (KOO-VEE, Tampereen Pyrintö)                                  |
| 2009  | Mikkeli-Jukola 2009 | Mikkeli               | Kalevankangas (Suunnistusseura Navi)                                 |
| 2010  | Kytäjä-Jukola 2010  | Hyvinkää              | Kytäjä (Hyvinkään Rasti - Rajamäen Rykmentti)                        |
| 2011  | Salpa-Jukola        | Virolahti             | Harju (Vehkalahden Veikot)                                           |
| 2012  | Jukolan viesti 2012 | Vantaa                | Hakunila (Keravan Urheilijat - Pihkaniskat)                          |

### Palmarès de la Jukola
| Année | Équipes inscrites | Équipes classées | Club vainqueur                 |
| ----- | ----------------- | ---------------- | ------------------------------ |
| 1949  | 41                | 15               | Helsingin Suunnistajat         |
| 1950  | 62                | 45               | Helsingin Suunnistajat         |
| 1951  | 71                | 37               | IK Örnen                       |
| 1952  | 83                | 57               | Helsingin Suunnistajat         |
| 1953  | 82                | 31               | Helsingin Suunnistajat         |
| 1954  | 96                | 71               | Hämeenlinnan Suunnistajat      |
| 1955  | 115               | 83               | Asikkalan Raikas               |
| 1956  | 127               | 38               | Helsingin Suunnistajat         |
| 1957  | 108               | 59               | Helsingin Suunnistajat         |
| 1958  | 119               | 95               |                                |
| 1959  | 134               | 112              | Asikkalan Raikas               |
| 1960  | 132               | 111              | Helsingin Suunnistajat         |
| 1961  | 143               | 113              | Tampereen Pyrintö              |
| 1962  | 173               | 119              | Tampereen Pyrintö              |
| 1963  | 154               | 86               | Tampereen Pyrintö              |
| 1964  | 178               | 136              | Tampereen PU                   |
| 1965  | 210               | 195              | IFK Hedemora                   |
| 1966  | 225               | 176              | KOO-VEE Tampereen Kilpa-Veljet |
| 1967  | 264               | 214              | Asikkalan Raikas               |
| 1968  | 300               | 238              | Asikkalan Raikas               |
| 1969  | 327               | 280              | Liedon Parma                   |
| 1970  | 383               | 250              | Helsingin Suunnistajat         |
| 1971  | 329               | 264              | IK Örnen                       |
| 1972  | 443               | 365              | Liedon Parma                   |
| 1973  | 435               | 308              | Angelniemen Ankkuri            |
| 1974  | 411               | 344              | Liedon Parma                   |
| 1975  | 475               | 384              | Alavuden Urheilijat            |
| 1976  | 453               | 406              | Gustavsbergs IF                |
| 1977  | 471               | 395              | Tampereen Yritys               |
| 1978  | 545               | 490              | Järvenpään Palo                |
| 1979  | 594               | 523              | Lyn                            |
| 1980  | 508               | 455              | OK Ravinen                     |
| 1981  | 753               | 495              | Almby IK                       |
| 1982  | 728               | 647              | OK Ravinen                     |
| 1983  | 807               | 742              | Vehkalahden Veikot             |
| 1984  | 920               | 859              | Almby IK                       |
| 1985  | 937               | 838              | Almby IK                       |
| 1986  | 991               | 945              | IFK Södertälje                 |
| 1987  | 1052              | 989              | Hiidenkiertäjät                |
| 1988  | 976               | 874              | Bækkelagets SK                 |
| 1989  | 1067              | 956              | NTHI                           |
| 1990  | 1109              | 1011             | NTHI                           |
| 1991  | 1144              | 1061             | IFK Södertälje                 |
| 1992  | 1131              | 1050             | IK Hakarpspojkarna             |
| 1993  | 1051              | 982              | Halden Skiklubb                |
| 1994  | 982               | 873              | Turun Suunnistajat             |
| 1995  | 1107              | 989              | NTHI                           |
| 1996  | 1049              | 963              | Turun Suunnistajat             |
| 1997  | 1172              | 1057             | Halden SK                      |
| 1998  | 1224              | 1113             | Halden SK                      |
| 1999  | 1226              | 1109             | Bækkelagets SK                 |
| 2000  | 1134              | 960              | Halden SK                      |
| 2001  | 1189              | 1042             | Turun Suunnistajat             |
| 2002  | 1256              | 1063             | Bækkelagets SK                 |
| 2003  | 1205              | 1053             | Halden SK                      |
| 2004  | 1314              | 1137             | Kalevan Rasti                  |
| 2005  | 1331              | 1130             | Kalevan Rasti                  |
| 2006  | 1337              | 1115             | Vehkalahden Veikot             |
| 2007  | 1370              | 1151             | Kalevan Rasti                  |
| 2008  |                   |                  | Delta                          |
| 2009  |                   |                  | Kristiansand OK                |
| 2010  |                   |                  | Halden SK                      |
| 2011  |                   |                  | Halden SK                      |
| 2012  | 1689              | 355              | Kalevan Rasti                  |

### Palmarès de la Venla (course individuelle) 1951–1977
| Année | Inscrites | Classées              | Club                    |
| ----- | --------- | --------------------- | ----------------------- |
| 1951  | 57        | Irja Petäjä (Niemelä) | Epilän Esa              |
| 1952  | 70        | Irja Petäjä (Niemelä) | Epilän Esa              |
| 1953  | 44        | Kaija Hohti           | Inkeroisten Terho       |
| 1954  | 49        | Tyyne Leskinen        | Vehkalahden Veikot      |
| 1955  | 78        | Irja Niemelä          | Epilän Esa              |
| 1956  | 78        | Suoma Ilves           | Lahden Suunnistajat -37 |
| 1957  | 61        | Aili Salo             | Kouvolan Urheilijat     |
| 1958  | 79        | Eeva Aspi             | Artjärven Ahjo          |
| 1959  | 81        | Eila Hanelius         | Järvenpään Palo         |
| 1960  | 76        | Eila Hanelius         | Järvenpään Palo         |
| 1961  | 79        | Kaija Lahti           | Helsingin Toverit       |
| 1962  | 80        | Tuula Hovi            | Haminan Tarmo           |
| 1963  | 62        | Raila Hovi            | Haminan Tarmo           |
| 1964  | 54        | Tuula Hovi            | Haminan Tarmo           |
| 1965  | 89        | Irja Niemelä          |                         |
| 1966  | 77        | Raila Hovi            |                         |
| 1967  | 115       | Anna-Liisa Nissi      | Maarian Mahti           |
| 1968  | 89        | Pirjo Seppä           | Virolahden Sampo        |
| 1969  | 92        | Airi Ahonen           | Paimion Urheilijat      |
| 1970  | 128       | Pirjo Seppä           | Virolahden Sampo        |
| 1971  | 90        | Sinikka Kukkonen      | Pielaveden Sampo        |
| 1972  | 206       | Pirjo Seppä           | Virolahden Sampo        |
| 1973  | 244       | Sinikka Kukkonen      | Pielaveden Sampo        |
| 1974  | 246       | Liisa Veijalainen     | Liedon Parma            |
| 1975  | 275       | Liisa Veijalainen     | Liedon Parma            |
| 1976  | 307       | Hennariikka Lonka     | Kalevan Rasti           |
| 1977  | 325       | Monica Andersson      | IK Jarl                 |

### Palmarès de la Venla (relais)
| Année | Équipes inscrites | Équipes classées | Club vainqueur      |
| ----- | ----------------- | ---------------- | ------------------- |
| 1978  | 190               | 174              | Sippurasti          |
| 1979  | 225               | 209              | Kalevan Rasti       |
| 1980  | 191               | 178              | Hiidenkiertäjät     |
| 1981  | 271               | 199              | Bæggelagets SK      |
| 1982  | 237               | 228              | Stora Tuna IK       |
| 1983  | 310               | 285              | Almby IK            |
| 1984  | 371               | 350              | Stora Tuna IK       |
| 1985  | 403               | 386              | Stora Tuna IK       |
| 1986  | 441               | 419              | Halden Skiklubb     |
| 1987  | 476               | 447              | OK Hedströmmen      |
| 1988  | 423               | 398              | Halden Skiklubb     |
| 1989  | 519               | 483              | Helsingin NMKY      |
| 1990  | 573               | 548              | Halden Skiklubb     |
| 1991  | 543               | 512              | IFK Södertälje      |
| 1992  | 578               | 554              | Kalevan Rasti       |
| 1993  | 545               | 518              | Rastikarhut         |
| 1994  | 486               | 455              | Tampereen Pyrintö   |
| 1995  | 597               | 537              | Liedon Parma        |
| 1996  | 535               | 511              | Bækkelagets SK      |
| 1997  | 645               | 604              | Bækkelagets SK      |
| 1998  | 667               | 635              | Angelniemen Ankkuri |
| 1999  | 678               | 630              | Tampereen Pyrintö   |
| 2000  | 622               | 575              | Liedon Parma        |
| 2001  | 689               | 639              | Liedon Parma        |
| 2002  | 728               | 694              | Turun Suunnistajat  |
| 2003  | 708               | 646              | Tampereen Pyrintö   |
| 2004  | 796               | 764              | Ulricehamns OK      |
| 2005  | 841               | 770              | Ulricehamns OK      |
| 2006  | 854               | 798              | Ulricehamns OK      |
| 2007  | 904               | 797              | Asikkalan Raikas    |
| 2007  |                   |                  | Domnarvets GoIF     |

### Palmarès de la Jukola des jeunes
| Année | Équipes inscrites | Équipes classées | Club vainqueur         |
| ----- | ----------------- | ---------------- | ---------------------- |
| 1986  | 195               | 179              | Rajamäen Rykmentti     |
| 1987  | 193               | 182              | Helsingin Suunnistajat |
| 1988  | 191               | 176              | Reima -34              |
| 1989  | 205               | 167              | IF Femman              |
| 1990  | 215               | 188              | Lynx                   |
| 1991  | 225               | 195              | Kangasalan Kisa        |
| 1992  | 219               | 187              | Lynx                   |
| 1993  | 225               | 207              | Lynx                   |
| 1994  | 216               | 195              | Rastikarhut            |
| 1995  | 201               | 185              | Vehkalahden Veikot     |
| 1996  | 184               | 162              | Angelniemen Ankkuri    |
| 1997  | 170               | 161              | Paimion Rasti          |
| 1998  | 184               | 181              | Tampereen Pyrintö      |
| 1999  | 202               | 187              | Tampereen Pyrintö      |
| 2000  | 177               | 141              | Tampereen Pyrintö      |
| 2001  | 174               | 151              | Rajamäen Rykmentti     |
| 2002  | 180               | 154              | Lynx                   |
| 2003  | 194               | 148              | OK Tisaren             |
| 2004  | 161               | 140              | Tampereen Pyrintö      |
| 2005  | 205               | 178              | Halden SK              |
| 2006  | 185               | 151              | Kangasala SK           |
| 2007  |                   |                  | Täby OK                |